# کیسه در جعبه

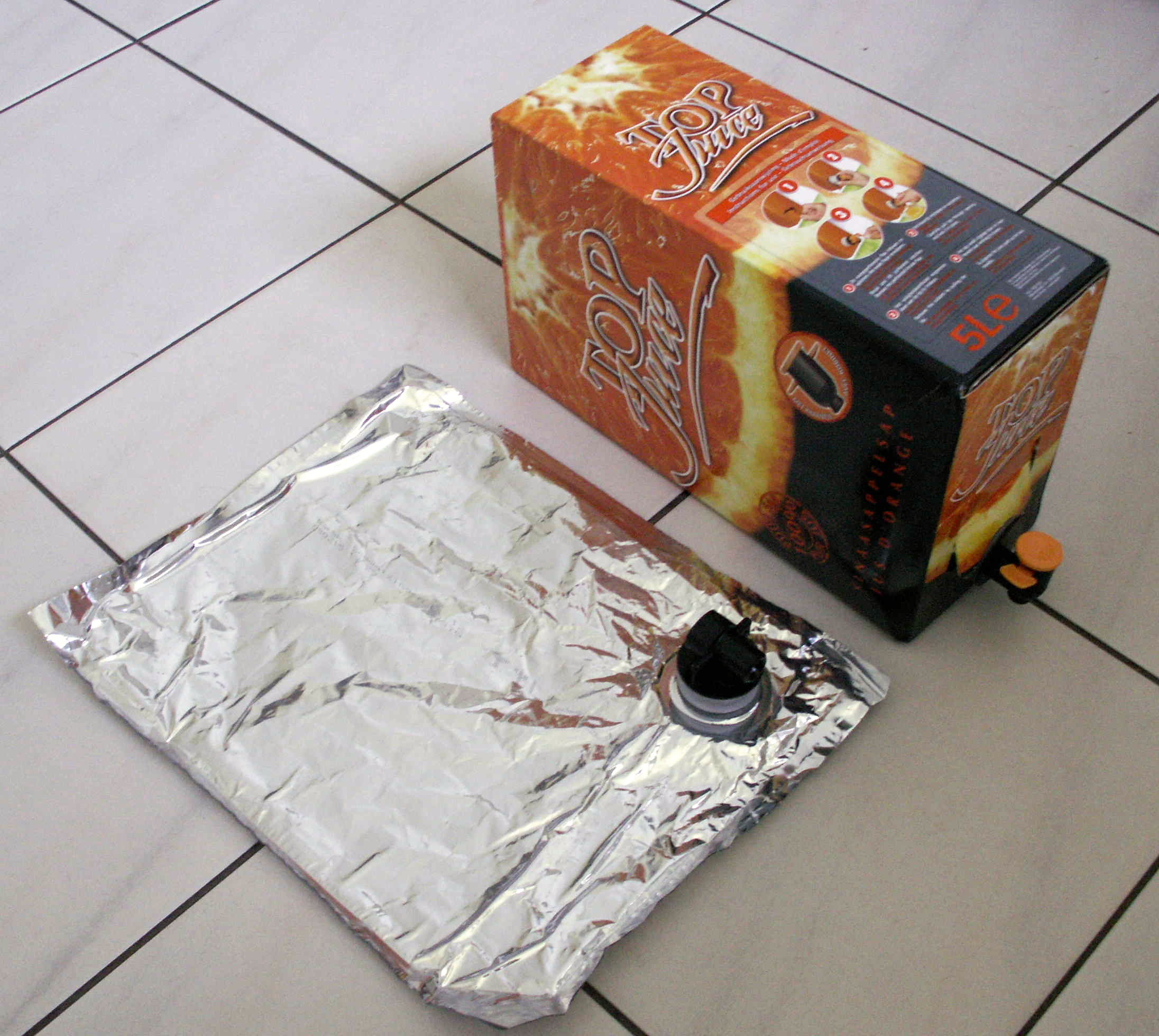
یک بسته مثانه و یک کیف کامل در جعبه

کیسه در جعبه یا BiB ظرفی برای نگهداری و حمل مایعات است. این کیسه شامل یک کیسه (یا کیسه پلاستیکی) محکم است که معمولاً از چندین لایه فیلم متالیزه یا سایر پلاستیک‌ها ساخته شده و درون یک جعبه فیبری موجدار قرار گرفته است. BiB به دلیل حمل و نقل آسان و قابلیت توزیع مایعات مورد استفاده قرار می‌گیرد. این کیسه عمدتاً در صنایع غذایی برای حمل چاشنی‌ها و نوشیدنی‌ها، حمل مواد شیمیایی مایع و توزیع کود برای روش‌های مختلف کشاورزی استفاده می‌شود.
اولین سیستم تجاری BiB توسط شیمیدان آمریکایی ویلیام آر. شول در سال ۱۹۵۵ برای حمل و نقل ایمن و توزیع اسید باتری اختراع شد. اختراع شول الهام‌بخش یک «انقلاب بسته‌بندی» بود. در سال ۱۹۹۱، شول به خاطر اختراعش به تالار مشاهیر بسته‌بندی راه یافت.